# هذا ما جناه قلبي: الواحة
هذا ما جناه قلبي: الواحة (بالإسبانية: Vis a vis: El Oasis)‏ هو مسلسل دراما إسباني من بطولة نجوى نمري وماغي سيفانتوس. صدر المسلسل في 20 أبريل 2020.

## روابط خارجية
هذا ما جناه قلبي: الواحة على موقع IMDb (الإنجليزية)
- هذا ما جناه قلبي: الواحة على موقع فيلمافينيتي (الإسبانية)
- هذا ما جناه قلبي: الواحة على موقع كينوبويسك (الروسية)
- هذا ما جناه قلبي: الواحة على موقع ألو سيني (الفرنسية)
- هذا ما جناه قلبي: الواحة على موقع قاعدة بيانات الفيلم (الإنجليزية)